# Club Sport Unión Huaral
Maillots
Dernière mise à jour : 12 août 2023.
Le Club Sport Unión Huaral est un club péruvien de football basé à Huaral. Il évolue en championnat du Pérou de deuxième division.

## Histoire

### Succès dans les années 1970 et premier sacre (1976)
Fondé le 20 septembre 1947, l'Unión Huaral est promu en première division en 1974 et parvient, dès sa première saison dans l'élite, à se hisser à la 2e place du championnat 1974. Deux ans plus tard, il est champion du Pérou sous la houlette de Moisés Barack, sacre marqué de l'empreinte de Pedro Ruiz La Rosa, véritable maître à jouer de cette équipe. L'Unión Huaral devient ainsi le premier club non basé dans l'aire métropolitaine Lima-Callao à remporter le championnat.
Les performances réalisées en championnat (vice-champion en 1974 et champion en 1976) lui permettent de participer pour la première fois à la Copa Libertadores, d'abord en 1975 puis en 1977, même s'il est éliminé à chaque fois dès la phase de groupes.

### Le deuxième sacre (1989)
Le club se stabilise en D1 dans les années 1980 avec de bons résultats à la clé. En effet, quatrième des championnats 1987 et 1988, l'Unión Huaral obtient son deuxième titre en 1989 sous les ordres du Yougoslave Simo Vilic, en battant le Sporting Cristal 1-0 lors de la finale du championnat (but de Ernesto Aguirre en prolongations). 
Il participe l'année suivante à la Copa Libertadores 1990 où il est éliminé en 8e de finale par l'Emelec de Guayaquil (1-0, 0-2).

### Descente en2edivision
En 1991, il ne parvient pas à se maintenir dans l'élite et alterne jusqu'en 2006 des aller-retours entre la 1re et la 2e division. C'est au sein de cette dernière qu'il se distingue puisqu'il est trois fois champion de D2 sur la décennie 1992-2002 (1992, 1994 et 2002). 
En 2006, sa dernière année en D1, il finit bon dernier du championnat avec 39 points obtenus en 44 journées. Pis encore, en 2007, il est relégué en Copa Perú (D3 péruvienne) dont il parvient à disputer la finale en 2013, ce qui lui permet de revenir en D2 dès la saison 2014.

## Résultats sportifs

### Palmarès
| Compétitions nationales | Compétitions régionales |
| - Championnat du Pérou (2) : - Champion : 1976 et 1989. - Vice-champion : 1974. - Championnat du Pérou D2 (3) : - Champion : 1992, 1994 et 2002. - Copa Perú : - Finaliste : 2013. - Liguilla del Torneo Regional (1) : - Vainqueur : 1989-II. | - Championnat métropolitain (1) : - Vainqueur : 1988. - Finaliste : 1987. - Ligue de la région de Lima (1) : - Vainqueur : 1973. - Finaliste : 2013. |

### Bilan et records
Source consultée : De Chalaca.
| - Saisons au sein du championnat du Pérou de football : 24 (1974-1991 / 1993 / 1995 / 2003-2006). - Saisons au sein du championnat du Pérou de football D2 : 21 (1992 / 1994 / 1996-2002 / 2007 / 2014-). - Plus large victoire obtenue en compétition officielle : - Unión Huaral 11:0 Serrato Pacasmayo (en) (Championnat du Pérou D2 2018). - Plus large défaite concédée en compétition officielle : - Alfredo Salinas (en) 8:1 Unión Huaral (Championnat du Pérou D2 2016). - Cienciano del Cusco 8:1 Unión Huaral (Championnat du Pérou D2 2017). | - Copa Libertadores : 3 participations en 1975 (1er tour), 1977 (1er tour) et 1990 (8e de finale). - Copa Sudamericana : aucune participation. - Plus large victoire obtenue en compétition officielle : - Unión Huaral 2:1 Estudiantes de Mérida (Copa Libertadores 1977). - Unión Huaral 1:0 Sport Boys (Copa Libertadores 1977). - Unión Huaral 1:0 CD Universidad Católica (Copa Libertadores 1990). - Unión Huaral 1:0 CS Emelec (Copa Libertadores 1990). - Plus large défaite concédée en compétition officielle : - Montevideo Wanderers 4:0 Unión Huaral (Copa Libertadores 1975). |

## Couleurs et logos

### Évolution du maillot

#### Domicile
L'Unión Huaral utilise une chemise blanche avec des rayures rouges, un pantalon noir et des chaussettes noires également. Ce maillot est inspiré de celui de l'Atlético Chalaco.
| 1947-1973 | 1974-1995 | 1995-2010 | 2011 | 2011 | 2012-2015 | 2016 |

| 2017 | 2018 | 2019 | 2020 | 2021 | 2022 | 2023 |

## Structures du club

### Estadio Julio Lores Colán
D'une capacité d'un peu moins de 6 000 personnes, le stade Julio Lores Colán (en) abrite les matchs de l'Unión Huaral. Il porte le nom de Julio Lores Colán, ancien international péruvien originaire de Huaral, naturalisé mexicain par la suite. À noter que le club a été amené à disputer certains matchs au stade Segundo Aranda Torres (en) de la ville voisine de Huacho.

## Personnalités historiques du club

### Joueurs

#### Grands noms
Source consultée : Depor.com.
| - Eusebio Acasuzo - Ernesto "El Venado" Aguirre - Eusebio Farfán - Carlos López Vanegas (es), deux fois meilleur buteur du championnat du Pérou D2 en 2017 (24 buts) et 2020 (7 buts) | - Alejandro Luces, meilleur buteur du championnat 1976 (17 buts) - Pedro Paredes (es), a joué toute sa carrière à l'Unión Huaral (1979-1997 / 2001) - Eduardo Rey Muñoz - Pedro Ruiz La Rosa, enfant du pays, considéré comme l'idole de l'Unión Huaral |

#### Effectif actuel (2023)
Source consultée : Líbero.pe.
| N° | Nat.                 | Poste | Nom du joueur   |
| -- | -------------------- | ----- | --------------- |
|    | Drapeau du Pérou     | G     | Carlos Gómez    |
|    | Drapeau du Pérou     | D     | Branco Serrano  |
|    | Drapeau du Pérou     | D     | Brian Bernaola  |
|    | Drapeau du Pérou     | D     | Luis Cano       |
|    | Drapeau du Pérou     | D     | Álvaro Laura    |
|    | Drapeau de l'Uruguay | M     | Robert González |
|    | Drapeau du Pérou     | M     | José Marina     |
|    | Drapeau du Pérou     | M     | Carlos Cáceres  |
|    | Drapeau du Pérou     | M     | Carlo Urquiaga  |
|    | Drapeau du Pérou     | M     | Rolando Arrasco |

| No. | Nat.                   | Position | Nom du joueur    |
| --- | ---------------------- | -------- | ---------------- |
|     | Drapeau du Pérou       | M        | Roger Chinga     |
|     | Drapeau du Pérou       | M        | Alan Llatas      |
|     | Drapeau du Pérou       | M        | Robert Ardiles   |
|     | Drapeau de l'Uruguay   | M        | Mathías López    |
|     | Drapeau du Pérou       | A        | Miguel Curiel    |
|     | Drapeau du Pérou       | A        | Andree Cruz      |
|     | Drapeau du Pérou       | A        | Luis Chávez      |
|     | Drapeau du Pérou       | A        | Piero Magallanes |
|     | Drapeau de la Colombie | A        | Alejandro Prisco |

### Entraîneurs
Parmi les entraîneurs les plus marquants de l'histoire de l'Unión Huaral, on peut citer : Diego Agurto, vice-champion du Pérou en 1974; Moisés Barack, champion du Pérou en 1976; le Yougoslave Simo Vilic, champion du Pérou en 1989; Alberto Gallardo, champion de deuxième division en 1994; Pedro Ruiz La Rosa, champion de deuxième division en 2002; enfin Guillermo Esteves, finaliste de la Copa Perú en 2013.
| Entraîneurs de l'Unión Huaral | Entraîneurs de l'Unión Huaral | Entraîneurs de l'Unión Huaral | Entraîneurs de l'Unión Huaral |
| --- | --- | --- | ----------------------------- |
| - Moisés Barack (1974) - Diego Agurto (1974-1975) - Luis Pau (entraîneur-joueur) (1976) - Moisés Barack (1976-1977) - Ramón Guiñazu (1978-1979) - Diego Agurto (1979) - Moisés Barack (1980) - Luis Pau (1981-1982) - Orlando de la Torre (1983) - Walter Milera (1983) - Teodoro Wuchi (1984) - José Ramos Delgado (1984) - Héctor Chumpitaz (1985) - Miguel Company (1986) - Pedro Ruiz La Rosa (entraîneur-joueur) (1986) - Luis Pau (1986-1989) - Pedro Cruz Navarrete (1989) - Simo Vilic (1989-1990) - Víctor Zegarra (1990) - Luis Pau (1991) - Slobodan Cvzevic (1991) - César Cubilla (1991) - Rufino Bernales (1992) - Walter Milera (1993) - Javier Arce (1993) - Luis Pau (1993) | - Alberto Gallardo (1994) - Roberto Abruzezze (1995) - Roberto Mosquera (1995) - Máximo Chávez (1996) - Hugo Valdivia (1996) - José Fernández (1996) - Domingo Farfán (1996) - Teodoro Wuchi (1997) - Domingo Farfán (1997) - Daniel Ruiz (1998) - Juan Vidales (1998) - Miguel Ángel Guzmán (1999) - Jorge Cordero (1999) - Manuel Miyagusuku (1999) - Wilmar Valencia (2000) - Teodoro Wuchi (2001) - Ernesto Aguirre (2001) - Pedro Paredes (entraîneur-joueur) (2001) - Daniel Ruiz (2001-2002) - Eduardo Malásquez (2002) - Pedro Ruiz La Rosa (2002-2003) - Franco Navarro (2004) - Rafael Castillo Lazón (2004-2005) - César Gonzales (2005) - Roberto Arrelucea (2005-2006) - Héctor Chumpitaz Dulanto (2006) - Ricardo Salvador Estradé (2006) - Moisés Barack (2006) - Teodoro Wuchi (2007) - Francisco Melgar (2009) - Francisco Varela (2010) - Medardo Arce (2011) - Octavio Vidales (2011) - Ernesto Aguirre (2012) - Guillermo Esteves (2013-2014) | - Marco Salinas (2014) - Edgardo Cuello (2014) - Willy Laya (2014-2015) - Edwin Pérez (2015-2016) - Pedro Ruiz La Rosa / Marco Ipinze (2016) - Javier Arce (2016) - Gerardo Gutiérrez (2017) - Duilio Cisneros (2017) - Francisco Melgar (2018) - Jorge Espejo (2019) - Duilio Cisneros (2020-2021) - Paul Cominges (2021) - Francisco Melgar (2022) - Adrián Taffarel (2023) - Luis Redher (2023) - Pablo Olguín (2023) - Javier Arce (2023-) |                               |

## Culture populaire

### Supporters
Inspirée du surnom même de l'équipe Los Pelícanos « les pélicans », la barra brava La Banda del Pelícano fait son apparition le 6 décembre 2006.

### Rivalités
L'Unión Huaral entretient une rivalité locale avec le Social Huando, l'autre club de la ville. Les deux clubs disputent le Clásico huaralino (le « classique de Huaral ») qui est en fait un derby.